# Брандън Крюгер
Брандън Хенри Крюгър (на английски: Brandon Kroeger) е оригиналният барабанист на „Никълбек“, първи братовчед на Чад и Майк Крюгър от същата група.

## „Никълбек“
Канадската рок група „Никълбек“ е създадена в Хана, провинция Албърта от Чад Крюгер, Майк Крюгер, Райън Пийк и оригиналния барабанист Брандън Крюгър (настоящият е Даниел Адаир). Групата е сред най-популярните в съвременната пост-гръндж жанр музика, заедно с групи като „3 Doors Down“ и „Daughtry“. Свири по значително по-увлекателен начин в сравнение с традиционните жанрове. Въпреки че основателите на групата са родом от Хана - малко градче на изток от Калгари, сега тяхното седалище е във Ванкувър, Британска Колумбия.

## Албуми (барабанист)
- Nickelback-Hesher (1996)
- Nickelback-Curb (1996)